# Облик (жупа)
Жупа Облик (Obliqus) као стара средњовјековна област, налазила се у Дукљи (Зети). Представљала је пољопривредно подручје града Свача, још у античко доба. Везана је са Скадарским језером, преко данашњег предјела Крајина (у којој се налазио двор дукљанског кнеза Владимира , при цркви свете Марије). Некадашња Крајина, данас је у ствари Острос (Мали и Велики Острос) са рушевинама цркве свете Марије Крајинске, без трагова двора. Наиме, по Барском родослову, Крајина представља мјесто (locus) а данас је то назив за предио. У приобалном појасу Крајине, дуж Скадарског језера, налазе се острвца, звана „горице“ (једно од њих се први пут помиње 1114. године).